# Bulletin of the American Astronomical Society
Pour les articles homonymes, voir Baas.
Bulletin of the American Astronomical Society (abrégé en Bull. Am. Astron. Soc. ou BAAS) est une revue scientifique concernant l'astronomie et éditée par l’Union américaine d'astronomie depuis 1969. Le journal publie des actes de conférence de l’AAS, des nécrologies ainsi que des travaux de recherche.
Actuellement, la direction de publication est assurée par Kevin B. Marvel.